# Shun Nakamura
Shun Nakamura (中村 駿 Nakamura Shun?), född 24 februari 1994 i Chiba prefektur, är en japansk fotbollsspelare.
Nakamura började sin karriär 2016 i Thespakusatsu Gunma. Han spelade 34 ligamatcher för klubben. 2017 flyttade han till Montedio Yamagata.